# Vasyl Rats
Vasyl Karlovytch Rats (en ukrainien : Василь Карлович Рац, en russe : Василий Карлович Рац) ou László Rácz, né le 25 mars 1961 à Fantchikovo, est un footballeur soviétique d'origine hongroise et entraîneur ukrainien.

## Carrière
Il marqua 2 de ses 4 buts internationaux contre l'Équipe de France de football, le premier pendant la Coupe du monde de football 1986 d'une frappe de 35 mètres et le deuxième d'un tir à ras de terre lors d'un match éliminatoire de l'Euro 1988 au Parc des Princes (victoire de l'URSS 2- 0)

### De joueur
- Nyva Vinnitsa (Union soviétique (Ukraine))
- 1979 - 1980 : Karpaty Lviv (Union soviétique (Ukraine))
- 1981 - 1989 : Dynamo Kiev (Union soviétique (Ukraine))
- 1989 : Espanyol Barcelone (Espagne)
- 1990 : Dynamo Kiev (Union soviétique (Ukraine))
- 1991 : Ferencváros (Hongrie)

### D'entraîneur
- 1996-1997 : Ferencváros (Hongrie)

## Palmarès
Union soviétique
- Vice-champion d'Europe en 1988.

 Dynamo Kiev
- Vainqueur de la Coupe des vainqueurs de coupe en 1986.
- Champion d'Union soviétique en 1981, 1985, 1986 et 1990.
- Vainqueur de la Coupe d'Union soviétique en 1982, 1985, 1987 et 1990.